# Бариново (Чухломский район)
Бариново — деревня в Чухломском муниципальном районе Костромской области. Входит в состав Петровского сельского поселения

## География
Находится в северной части Костромской области на расстоянии приблизительно 16 км на восток по прямой от города Чухлома, административного центра района на левом берегу реки Вига.

## История
Была нанесена на карту еще 1812 года. В 1872 году здесь было учтено 39 дворов, в 1907 году — 55.

## Население
Постоянное население составляло 197 человек (1872 год), 189 (1897), 233 (1907), 13 в 2002 году (русские 100 %), 9 в 2022.